# Aviation
"Aviation" es el tercer sencillo promocional de la banda inglesa The Last Shadow Puppets, extraído de su segundo álbum de estudio, Everything You've Come to Expect. El tema fue lanzado el 16 de marzo de 2016 bajo el sello Domino Records.

## Vídeo musical
Al principio del vídeo musical para "Aviation" se aprecia a Turner y Kane cavando sus propios agujeros a la orilla de una playa mientras un hombre y una mujer con vestido de novia los observan. Tan pronto como el hombre se acerca a ellos Kane da media vuelta y lo besa; entonces se produce una pelea entre ellos antes de que la mujer corra por la playa. Turner y Kane son enterrados hasta el cuello por los empleados del hombre, en los agujeros. El vídeo es una precuela del anterior vídeo musical de "Everything You've Come to Expect".

## Personal

#### The Last Shadow Puppets
- Alex Turner – guitarra eléctrica, coros
- Miles Kane – voz principal, guitarra acústica
- James Ford – batería, percusión, teclados
- Zach Dawes – bajo

#### Personal adicional
- Owen Pallett – arreglos[7]

## Listas
| Lista (2016)                             | Máxima posición |
| ---------------------------------------- | --------------- |
| Reino Unido (UK Official Charts Company) | 150             |